# VRIO-Analyse
VRIO (engl. Akronym für Valuable, Rare, Inimitable und Organized) ist ein Model für unternehmensinterne Analyse. Die VRIO-Analyse bewertet Kernkompetenzen eines Unternehmens, die wertvoll, selten, schwer imitierbar oder im Unternehmen organisiert sein können. Um die Kernkompetenz des untersuchten Unternehmens zu bewerten, sollten die entsprechenden Ressourcen und Fähigkeiten identifiziert und bewertet werden.

## Geschichte
VRIO wurde von Jay Barney, Professor für Strategisches Management, entwickelt. Er legte die vier Schlüsselkriterien im Jahr 1991  in seiner Publikation im Journal of Management dar.

## Kernkompetenz
Um eine Kernkompetenz zu erwerben, muss das untersuchte Unternehmen die entsprechenden Ressourcen und Fähigkeiten haben. Die Kernkompetenzen können aufgelistet werden, indem Kombinationen von internen Ressourcen und Fähigkeiten gebildet werden. Die Wettbewerber können analysiert werden, um fehlende Kernkompetenzen zu identifizieren. In der Praxis denken viele Unternehmen jedoch umgekehrt.

## Die Vier Fragen (V, R, I, O)
Die vier Fragen dienen dazu die Kernkompetenzen eines Unternehmens zu untersuchen, um zu ermitteln welche Fähigkeiten und Ressourcen dem Unternehmen einen Wettbewerbsvorteil verschaffen können.

### Value
Wird die Frage nach dem Wert mit nein beantwortet, stoppt die Analyse bereits an dieser Stelle. Eine Kompetenz wird als wertvoll (valuable) eingestuft, wenn:
- Sie dem Unternehmen ermöglicht eine Chance oder Risiko zu nutzen
- Sie zu einer Erhöhung der Gewinne, einer Senkung der Kosten, oder einer Kombination aus beidem führt

### Rare
Eine Kompetenz wird als selten (rare) eingestuft, wenn:
- Nur das untersuchte Unternehmen sie besitzt oder Zugriff darauf hat
- Nur wenige andere Firmen ähnliche Kompetenz besitzen

### Inimitable
Eine Kompetenz wird als nicht kopierbar (inimitable) eingestuft, wenn sie teuer oder schwer zu imitieren ist. Immaterielle Vermögensgegenstände wie Patente sind häufige Beispiele.

### Organized
Eine Kompetenz wird als organisiert eingestuft, wenn:
- Das Unternehmen das Potenzial der Fähigkeit oder Ressource voll ausschöpfen kann
- Die Organisationsstruktur oder Kultur des Unternehmens die optimale Nutzung der Fähigkeit oder Ressource ermöglicht

Andernfalls kann ein kultureller Wandel, Führungswechsel, oder die Reorganisation des Unternehmens erforderlich sein.

## Klassifizierungen der Kernkompetenzen
Es gibt fünf Typen der Kernkompetenzen:
1. Wettbewerbsnachteil (Competitive Disadvantage): Die Kernkompetenz ist weder wertvoll, selten, imitierbar oder organisiert. Das kann z. B. eine Kernkompetenz sein, über die das Unternehmen nicht verfügt.
2. Wettbewerbspatt (Competitive Parity): Die Kernkompetenz ist wertvoll, aber nicht selten, imitierbar oder organisiert. Das Unternehmen setzt sich in diesem Fall durch diese Kernkompetenz nicht von der Konkurrenz ab.
3. Temporärer Wettbewerbsvorteil (Temporary Competitive Advantage): Die Kernkompetenz ist wertvoll und selten, aber leicht zu imitieren und nicht organisiert. Es muss davon ausgegangen werden, dass der Vorteil gegenüber der Konkurrenz nicht bestehen bleibt.
4. Ungenutzter Wettbewerbsvorteil (Unused Competitive Advantage): Die Kernkompetenz ist wertvoll, selten und schwer zu imitieren, aber nicht organisiert. Das heißt das Unternehmen nutzt den möglichen Vorteil dieser Kernkompetenz nicht aus.
5. Nachhaltiger Wettbewerbsvorteil (Sustainable Competitive Advantage): In diesem Fall sind alle Kriterien erfüllt. Die Kernkompetenz verhilft dem Unternehmen zu einem langfristigen Vorteil gegenüber der Konkurrenz.